# Housséville
Housséville – miejscowość i gmina we Francji, w regionie Grand Est, w departamencie Meurthe i Mozela.
Według danych na rok 1990 gminę zamieszkiwało 146 osób, a gęstość zaludnienia wynosiła 27 osób/km² (wśród 2335 gmin Lotaryngii Housséville plasuje się na 899. miejscu pod względem liczby ludności, natomiast pod względem powierzchni na miejscu 974.).

## Populacja

Populacja Housséville w latach 1962–2008